# 脂鱯
脂鱯，為輻鰭魚綱鯰形目鱨科的其中一種，為熱帶淡水魚類，分布於亞洲印度半島淡水流域，本魚體細長且扁，頭部錐形，後頭骨突起狹窄。成魚上頜骨觸鬚，向後延伸超過尾鰭基底，體色淺灰色，背鰭硬棘1枚，背鰭軟條7枚，臀鰭軟條10-11枚，體長可達40公分，棲息在河川、湖泊、池塘、溝渠底層水域，胸鰭具有毒棘，生活習性不明，可做為觀賞魚。

## 扩展阅读
維基物種上的相關：脂鱯